# Monumento a Giovanni Fattori
Il monumento a Giovanni Fattori è una statua situata in largo del Cisternino, a Livorno.

## Storia
Negli anni venti del Novecento il Comune di Livorno volle erige un monumento per celebrare l'artista Giovanni Fattori nel centenario della sua nascita.
L'opera fu ideata da Valmore Gemignani e fusa, in bronzo, dalla Fonderia Artistica Ferdinando Marinelli di Firenze sulla base di un bozzetto realizzato nel 1902 (di cui sono note più versioni), quando lo scultore era allievo di Augusto Rivalta.
Il monumento fu inaugurato nel 1925 e collocato nello slargo tran quest'opera il Cisternino di città e piazza della Repubblica.
Dopo la seconda guerra mondiale il monumento fu trasferito nel parco di villa Fabbricotti. Il 10 agosto 2008, in occasione delle celebrazioni per il centenario dalla morte di Fattori, la statua è stata riposizionata nel sito originario.

## Descrizione
La scultura in bronzo è collocata su un piedistallo rivestito in travertino.
L'opera raffigura il pittore in piedi, con le braccia dietro la schiena, in una posa naturale che si allontana da una rappresentazione magniloquente del celebre pittore.
La scultura piacque a Piero Bargellini che la preferiva ad altri ritratti di Fattori: «Al confronto, quant'era più toscanamente sobrio e borghesemente realistico il Giovanni Fattori modellato da Valmore Gemignani, non eretto, ma posto lungo un marciapiede livornese, quasi a confondersi con i passanti.»